# النزاع في إدلب
النزاع في إدلب هو نزاع حدث إبان سيطرة المعارضة السورية على محافظة إدلب بين فصائل متعددة تتراوح بين مؤيدي الحكومة السورية، إلى عناصر المعارضة المتنافسة متثلة في هيئة تحرير الشام وأحرار الشام وبقية الفصائل المتحالفة معهم، إلى أنصار وأعضاء تنظيم الدولة الإسلامية (داعش). اتسم النزاع بالاغتيالات والتفجيرات والمواجهات المسلحة الخفيفة بالأسلحة الصغيرة والغارات.

## الجدول الزمني

### 2016
في 31 مارس 2016، زعم تحالف جيش الفتح أنه قبض على أعضاء خلية تابعة لجيش الثوار، وهو مكون عربي من قوات سوريا الديمقراطية (قسد) في إدلب، وقد ورد أنه كان يقوم بعمليات اغتيال واختطاف في المنطقة.
في 22 يونيو 2016، نشر قسم شرطة جيش الفتح بيانًا قال فيه إن شرطة المجموعة اعتقلت أعضاء خلية كانت تساعد في تهريب عناصر داعش من تركيا إلى إدلب.
في 3 أغسطس 2016، أصدر جيش الفتح بيانًا قال فيه إن قوات الأمن فككت خليةً لداعش في إدلب بعد 20 يوما من المراقبة.
في 4 أكتوبر 2016، اعتقلت أحرار الشام خليةً لداعش مزعومة تابعة لجند الأقصى؛ رد جند الأقصى فيما بعد بالقبض على بعض أعضاء أحرار الشام، بدعوى ضربه للزوجات وإطلاق النار على شقيق أحد أعضاء العملية. بعد ذلك بيومين، في 6 أكتوبر، وجهت أحرار الشام إنذارًا لجند الأقصى لإطلاق سراح أعضائها الأسرى. رد جند الأقصى بالطلب من أحرار الشام الإفراج عن أعضائه الأسرى الذين يُزعم أنهم جزء من داعش.

### 2017
في 16 يونيو 2017، حاول انتحاري اغتيال رجل الدين السعودي عبد الله المحيسني، الذي كان في ذلك الوقت يخدم في المكون الشرعي في هيئة تحرير الشام، بعد مغادرته مسجدًا في إدلب. وفي مقطع فيديو على الإنترنت بعد الهجوم، قال المحيسني إنه لم يصب بأذى، وأوضح أن شخصًا اقترب من سيارته مرتديًا حزامًا ناسفًا وفجر نفسه.
في 24 يوليو 2017، أثناء القتال بين أحرار الشام وهيئة تحرير الشام، تم تفجير سيارات مفخخة في إدلب، مما أسفر عن مقتل 50 من عناصر هيئة تحرير الشام؛ بحسب ما ورد كانت السيارات المفخخة مملوكة لأحرار الشام.

### 2018
في فبراير 2018، اتهمت حركة تحرير الشام حركة نور الدين الزنكي بزرع عبوات ناسفة واغتيال أعضاء هيئة تحرير الشام في إدلب، مما أدى لاحقًا إلى نزاع مسلح بين الاثنين.
في 26 أبريل 2018، قُتل أبو خطاب كفر نابودة أحد قادة هيئة تحرير الشام وحراسه الشخصيين في معرة النعمان، في نفس اليوم الذي قتل فيه أبو سليم بنش، وهو قائد جبهة تحرير سوريا على يد مسلحين في بنش.
في 28 أبريل، قُتل قائد للشرطة السورية الحرة في انفجار عبوة ناسفة شمال إدلب. وبعد ساعات من ذلك، أفاد نشطاء مؤيدون للمعارضة أن اثنين من عناصر جيش العزة قتلوا على أيدي مسلحين مجهولين في خان شيخون، بينما قُتل قائد تابع لجيش الأحرار في نفس اليوم. وردًا على ذلك، اتهم مسؤول أمني في هيئة تحرير الشام حركة أحرار الشام بتنفيذ الاغتيالات.
في مايو 2018، زعمت هيئة تحرير الشام أنها اعتقلت أعضاءً في خلية اغتيال نسائية في إدلب مواليات للحكومة السورية وتم تجنيدهن من قبل روسيا.
في 18 يونيو 2018، قتل نائب قائد جيش الأحرار على يد مسلحين في سراقب بعد الصلاة في مسجد. نشرت الجماعة بيانًا قالت فيه إن القتلة مجهولون.
وفي 22 يونيو، قُتل زعيم بارز في هيئة تحرير الشام يُدعى بلال الخريسات ويُكنّى بأبي خديجة الأردني على يد مسلحين في ترملا. وفي نفس اليوم، اعتقل جيش الأحرار وجيش فيلق الشام زعيم ولاية إدلب التابعة لداعش.
في 30 يونيو، داهمت هيئة تحرير الشام موقعًا لداعش في سرمين، حيث استولت على صواريخ موجهة مضادة للدبابات. نشرت وكالة إباء التابعة لهيئة تحرير الشام صور ATGM التي تم الاستيلاء عليها، بالإضافة إلى علم لواء داوود المنحل الذي تعهد بالولاء لداعش في عام 2014.
وفي 29 يوليو، قُتل ثلاثة من أعضاء جبهة تحرير سوريا في معرة النعمان؛ قالت الجماعة إن عملية الاغتيال تمت من قبل جواسيس ينتمون للحكومة السورية.

### 2019
في يناير 2019، أصدرت مجموعة إعلامية مرتبطة بتنظيم داعش تسمى مؤسسة المهاجرين، والتي تقدم تقارير عن الأحداث التي تؤثر على مقاتلي داعش النازحين في سوريا، بيانًا يحذر مقاتلي داعش النازحين في إدلب من التجمعات بسبب حملات القمع التي تقوم بها هيئة تحرير الشام وتنظيم حراس الدين وهي الفرع السوري من القاعدة.
في 18 يناير 2019، انفجرت سيارة مفخخة عند نقطة تفتيش تابعة لهيئة تحرير الشام في إدلب، مما أدى إلى مقتل 10 من مقاتلي هيئة تحرير الشام؛ في اليوم نفسه، أصاب مسلحون ثلاثة مقاتلين من هيئة تحرير الشام، وقُتل قائد ينتمي لجيش العزة بعد انفجار قنبلة في سيارته على يد مجموعة مجهولة.
في 29 يناير، هاجمت انتحارية يعتقد أن لها صلة بتنظيم داعش مقر حكومة الإنقاذ السورية حيث فجرت نفسها بعد قتال مع الحراس في الخارج، مما أدى إلى إصابة عدة أشخاص. نفت وكالة أعماق الإخبارية التابعة لتنظيم داعش في وقت لاحق تورط التنظيم في الهجوم.
في مارس 2019، أعدمت هيئة تحرير الشام عدة عناصر من داعش يُعتقد أنهم وراء إطلاق النار من سيارات مسرعة واغتيالات وتفجيرات في مدينة إدلب. وبحسب ما ورد، فقد قامت هيئة تحرير الشام بتركيب كاميرات أمنية حول المدينة لمراقبة المنطقة.
في 5 مارس 2019، داهمت هيئة تحرير الشام مجمع داعش في الأتارب وألقت القبض على قائدٍ لداعش بالإضافة إلى العديد من مخزونات الأسلحة الصغيرة والذخائر ومواد صنع القنابل والمتفجرات التي صنعتها داعش بالفعل.
في 14 مارس، فر العديد من أعضاء داعش من سجن هيئة تحرير الشام، بعد سلسلة من الغارات الجوية الروسية في المنطقة حسبما ورد.
في أغسطس 2019، نشرت مؤسسة المهاجرين المرتبطة بتنظيم داعش رسمًا بيانيًا يوضح ثلاثة أنشطة منفصلة لهيئة تحرير الشام ضد داعش في إدلب. أعلن الرسم البباني إعدام العديد من الأفراد الذين تحتجزهم هيئة تحرير الشام علنًا بتهمة الانتماء إلى داعش وتنفيذ تفجيرات. تضمن التقرير أيضًا معلومات عن اعتقال شخصين في النيرب بتهمة زرع عبوات ناسفة نيابة عن داعش. كما ذكر التقرير أن هيئة تحرير الشام داهمت المقر العسكري لتنظيم حراس الدين وحليفتها أنصار التوحيد، المكونة من عناصر سابقين في جند الأقصى، في بلدة قرب جسر الشغور، واعتقلت مصريين اثنين من كلا المجموعتين لعلاقاتهما مع داعش.
في 5 أغسطس، اغتيل قائد تونسي من تنظيم حراس الدين على يد جناة مجهولين في تفتناز، حيث زعم بعض النشطاء المؤيدين للمعارضة أن القتلة لهم صلة بتنظيم داعش.

### 2020
في 18 مارس 2020، كجزء من ترتيب وقف إطلاق النار بعد هجوم الحكومة السورية في إدلب، دخلت القوات التركية منطقة تهدئة التصعيد لإعادة فتح الطريق السريع M4 الذي سبق أن أغلقته هيئة تحرير الشام والفصائل الجهادية الأخرى. في اليوم نفسه، قُتل أحد قادة أحرار الشام بعد انفجار قنبلة على جانب الطريق بينما كان يقود سيارته بالقرب من جسر الشغور.
في 19 مارس، قُتل جنديين تركيين وأصيب ثالث بجروح في هجوم زعمت وزارة الدفاع التركية أنه نُفذ على يد جماعات راديكالية لم تسمها. لقد اُتهمت تنظيم حراس الدين بتنفيذ الهجوم. وفي مقابلة مع مقاتل أجنبي في إدلب عندما سُئل عن مسؤولية الهجوم، قال إنه قد يكون هجومًا كاذبًا قبل القوات الموالية للحكومة.[بحاجة لمصدر أفضل]
في 24 مارس، انفجر لغم أثناء مرور قافلة عسكرية تركية عبر بلدة سوفان في جنوب إدلب على الطريق السريع M4 مما أدى إلى إصابة جنديين أتراك. وفي نفس اليوم حاول مسلحون مجهولون اختطاف قائد ينتمي لجبهة ثوار سراقب في مدينة إدلب، فأصابوه بطلقات نارية.
في 30 مارس، قُتل قاضٍ تابع لهيئة تحرير الشام، إلى جانب شخص آخر معه في هجوم بالعبوات الناسفة في إدلب.
في 4 أبريل، قُتل قائد ميداني في أحرار الشام في لغم في سوفان.
في 13 أبريل، قام أفراد الجيش التركي بتفريق متظاهرين يتظاهرون ضد القوات التركية التي تقوم بدوريات على الطريق السريع M4، كجزء من اتفاق لوقف إطلاق النار مع روسيا. وردًا على ذلك، فتح مقاتلون من هيئة تحرير الشام، التي كانت تدعم الاحتجاجات، النار على الجيش التركي. بعد الحادث تم توبيخ مقاتلي هيئة تحرير الشام المتورطين في إطلاق النار من قبل قيادتهم. كان هذا أول حادثة عدائية يتم الإبلاغ عنها بين هيئة تحرير الشام والقوات التركية في سوريا، ولكن ورد أن هيئة تحرير الشام أوقفت الدوريات الروسية وتصرفت بعنف تجاهها منذ تنفيذ الاتفاق المتعلق بإدلب بين تركيا وروسيا. في اليوم نفسه، عقب الحادث بين هيئة تحرير الشام والجيش التركي، اعتقلت هيئة تحرير الشام قائدًا من فيلق الشام، وهي جماعة معارضة مدعومة من تركيا، كما اعتقلت هيئة تحرير الشام أعضاءً من الجبهة الوطنية للتحرير التي ينتمي إليها فيلق الشام، وبحسب ما ورد كان أعضاء الجبهة الوطنية للتحرير متجهين إلى الخطوط الأمامية في سراقب عندما تم اعتقالهم عند نقطة تفتيش تابعة لهيئة تحرير الشام، عند نقطة تفتيش في بلدة النيرب بالقرب من سراقب.
في 16 أبريل، هاجمت طائرة مجهولة مركبة جهادية، مما أسفر عن مقتل ثلاثة من المعارضة من جيش النصر في سهل الغاب. كان من المفترض أن تكون الطائرة بدون طيار روسية وفقًا لـ«المصدر نيوز» والمرصد السوري لحقوق الإنسان.
في 19 أبريل، هاجمت حركة تحرير الشام مقر تنظيم حراس الدين وحاولت إجبار المجموعة على الانسحاب من بلدة أرماناز، بعد قرار هيئة تحرير الشام بإعادة فتح المعابر التجارية للمناطق التي تسيطر عليها الحكومة، وهو الشي عارضه السكان المحليين وتنظيم حراس الدين. بعد الحادث، أصدرت تنظيم حراس الدين بيانًا وصفت فيه هيئة تحرير الشام بالمتهورة ودعت هيئة تحرير الشام إلى إعادة توجيه اهتمامها إلى محاربة الحكومة السورية.
في 26 أبريل، هدمت القوات التركية الخيام التي أقامها المتظاهرون خلال «اعتصام» في الكرامة. عارض المتظاهرون، بمن فيهم مقاتلو هيئة تحرير الشام، الاتفاق المبرم بين تركيا وروسيا بشأن إعادة فتح الطريق السريع M4. بعد الاشتباكات التي خلفت أربعة قتلى من بينهم أعضاء في هيئة تحرير الشام، هاجمت القوات الجهادية موقعًا تركيًا، مما أسفر عن إصابة العديد من الجنود الأتراك الذين تم إجلاؤهم بطائرة هليكوبتر إلى تركيا. تم الإبلاغ عن استهداف طائرات بدون طيار تركية لسيارة تابعة لهيئة تحرير الشام مما أسفر عن مقتل مقاتلين اثنين وإصابة ثلاثة بجروح.
في 8 مايو، اعتقلت القوات السورية عضوين من جيش الأحرار في إدلب بالقرب من الحدود بين الأراضي الخاضعة لسيطرة الحكومة السورية وخطوط الأمامية في الريف مع المعارضة.
في 21 مايو، تم استهداف أحد قادة هيئة تحرير الشام بعبوة ناسفة زرعت أسفل سيارته، مما أدى إلى مقتله على الفور.
في 27 مايو، أعلنت وزارة الدفاع التركية مقتل جندي تركي بانفجار في طريق حلب-اللاذقية شمال غرب إدلب. تم استهداف رتل من الآليات العسكرية التركية وفصائل المعارضة بعبوة ناسفة، ونقلت مروحيات تركية الجرحى إلى الريحانية.
في 29 مايو، داهمت هيئة تحرير الشام منزل قائد سابق في جند الأقصى وقتلته أمام عائلته، ثم تخلصت من جثته في مكان مجهول. وفي نفس اليوم تم اختطاف مواطن مسيحي في اليعقوبية لأسباب غير معروفة من قبل مجهولين.
في 5 يونيو، قَتل هجوم على سيارة إسعاف للجيش التركي جنديين تركيين على طريق إدلب-سرمين السريع في محافظة إدلب.
في 14 يونيو، استهدفت طائرة بدون طيار مركبةً قتلت اثنين من القادة الجهاديين، أحدهما أردني وآخر يمني، وكلاهما كانا من قادة جماعة تتبع تنظيم حراس الدين التابعة للقاعدة. ألمح المرصد السوري لحقوق الإنسان إلى أن الطائرة المسيرة المهاجمة يمكن أن تكون أمريكية.
في 15 يونيو، استهدف مهاجمون مجهولون وقتلوا زعيم جماعة ألوية صقور الشام المدعومة من تركيا في إدلب، وهي جزءٌ من الجبهة الوطنية للتحرير. أصيب زعيم آخر في الهجوم.
في 26 يونيو، اندلع القتال بين هيئة تحرير الشام وتنظيم حراس الدين في كفرروحين ومعرتين، مما أسفر عن مقتل 19 مقاتلًا في إدلب، و12 من حراس الدين و7 من هيئة تحرير الشام.
في 18 أغسطس، فقدت طائرتان أميركيتان بدون طيار من طراز إم كيو-9 ريبر فوق إدلب. وبحسب مسؤولين أميركيين، اصطدمت الطائرتين المسيرة ببعضهما وتحطمتا. ومع ذلك، تُظهر مقاطع الفيديو إحدى الطائرات بدون طيار مشتعلة بالفعل قبل تحطمها وانفجارها في الهواء مما يشير إلى أن واحدة على الأقل من الطائرات بدون طيار قد تم إسقاطها من قبل المعارضة المدعومة من تركيا أو القوات التركية.
في 6 سبتمبر استهدف مهاجمون مجهولون قاعدة عسكرية تركية في بلدة معترم قرب مدينة إدلب. أسفر الهجوم عن إصابة جنديين تركيين، مات أحدهما متأثرًا بجراحه.
في 13 و14 سبتمبر، استهدفت طائرات بدون طيار تابعة للتحالف الدولي وقتلت اثنين من قادة «تنظيم حراس الدين»؛ قُتل مواطن تونسي في حي القصور بمدينة إدلب وزعيم جهادي أوزبكي يدعى أبو يحيى من تنظيم حراس الدين.
استهدفت الطائرات السورية والروسية في 20 سبتمبر مواقع جهادية لهيئة تحرير الشام وجماعة «حراس الدين» في محافظة إدلب. أثناء الهجوم، تم تدمير مركز قيادة.
في 22 أكتوبر، استهدفت طائرات بدون طيار تابعة للتحالف بقيادة الولايات المتحدة اجتماعًا في محافظة سلقين بإدلب، شارك به عضو سابق في تنظيم الدولة الإسلامية، وأعضاء من تنظيم حراس الدين. قُتل ما لا يقل عن 23 شخصًا بينهم؛ 17 جهاديًا و6 مدنيين.
في 26 أكتوبر، قصفت الطائرات الروسية معسكر تدريب تابعًا لفيلق الشام التابع لجماعة معارضة مدعومة من تركيا بالقرب من كفر تخاريم بمحافظة إدلب. قتلت الغارة 78 مقاتلًا وأصابت أكثر من 100. ووصف رئيس المرصد السوري لحقوق الإنسان الضربة بأنها أعنف هجوم منذ بداية وقف إطلاق النار.
في 1 نوفمبر، حاصر مقاتلو هيئة تحرير الشام واقتحموا مقر أحرار الشام في جبل الزاوية بإدلب.
في 7 نوفمبر، قُتل سبعة جهاديين من أوزبكستان ينتمون إلى هيئة تحرير الشام في غارة بطائرة مسيرة في جبل الزاوية. نفذت الهجوم قوات موالية للحكومة. استهدفت القوات الجوية السورية بدعم من مقاتلات روسية مقاتلة مقاتلين في 6 مواقع في إدلب، بما في ذلك مراكز قيادة ومخازن أسلحة تستخدمها هيئة تحرير الشام، مما أسفر عن مقتل 30 من مقاتلي المعارضة.

### 2021
في 3 فبراير، توفي جندي تركي متأثرًا بجروح أصيب بها في هجوم شنه مسلحون مجهولون في 31 يناير.
في 29 أبريل، أدى القتال بين الجيش السوري وقوات المعارضة في إدلب إلى مقتل ضابط من الحكومة السورية.
في 11 مايو، أعلنت وزارة الدفاع التركية مقتل جندي وإصابة أربعة آخرين نتيجة إطلاق صواريخ من قبل مجهولين على إدلب.
في 20 سبتمبر، قُتل قائدين جهاديين مرتبطين بتنظيم القاعدة في غارة جوية بطائرة مسيرة للتحالف بقيادة الولايات المتحدة في منطقة إدلب. استهدفت السيارة الطريق المؤدي من مدينة إدلب إلى بنش.
في 3 أكتوبر، أفاد المرصد السوري لحقوق الإنسان عن انفجار في مستودع ذخيرة في حي وادي النسيم في مدينة إدلب، أسفر عن مقتل عضو في الحزب الإسلامي التركستاني وإصابة أربعة آخرين بينما تواصل الطائرات الروسية قصف مناطق تابعة لـ«منطقة خفض التصعيد».